# Cratere Ataksak
Ataksak è un cratere sulla superficie di Ariel.